# Mictyris brevidactylus
Espèce
Mictyris brevidactylus est une espèce de crabes qui vit au Japon, en Chine, à Taïwan, à Singapour ainsi que dans certaines parties de l'Indonésie. Les adultes ont une carapace de couleur bleu clair et des pattes de couleur écarlate.